# Grace Lee Whitney
Pour les articles homonymes, voir Whitney.
Grace Lee Whitney, née le 1er avril 1930 à Ann Arbor, Michigan, États-Unis), et décédée le 1er mai 2015 à Coarsegold, (Californie, États-Unis), est une actrice et compositrice américaine.
Elle est connue pour avoir joué le rôle de Janice Rand dans de nombreux films et épisodes de Star Trek.

## Filmographie

### comme actrice
- 1947 : Mystery Range : Laura Lambert
- 1950 : The Texan Meets Calamity Jane : Cecelia Mullen
- 1953 : L'Homme au masque de cire (House of Wax)
- 1953 : Hannah Lee: An American Primitive : Mrs Stiver
- 1954 : Top Banana (en) d'Alfred E. Green : Miss Holland
- 1954 : Le Cavalier traqué
- 1958 : Les Nus et les Morts (The Naked and the Dead) : La fille dans le rêve
- 1959 : Certains l'aiment chaud (Some Like It Hot) : Band member
- 1961 : Milliardaire pour un jour (Pocketful of Miracles)
- 1962 : A Public Affair : Tracey Phillips
- 1963 : Ma femme est sans critique (Critic's Choice) de Don Weis
- 1963 : Irma la Douce : Kiki the Cossack
- 1963 : The Man from Galveston : Texas Rose
- 1966 : Star Trek (TV) : Janice Rand
- 1967 : Police Story (TV) : Sergent Lilly Monroe
- 1968 : Mannix S1Ep20, Another Final Exit (TV)
- 1968 : Le Virginien (TV) saison 7 épisode 11 (The mustangers) : Heather
- 1979 : Star Trek, le film (Star Trek: The Motion Picture) : Janice Rand
- 1983 : The Kid with the 200 I.Q. (TV)
- 1984 : Star Trek 3 : À la recherche de Spock (Star Trek III: The Search for Spock) : Janice Rand
- 1986 : Star Trek 4 : Retour sur Terre (Star Trek IV: The Voyage Home) : Commander Janice Rand
- 1991 : Star Trek 6 : Terre inconnue (Star Trek VI: The Undiscovered Country) : Commander Janice Rand
- 1995 : Star Trek: Voyager (épisode 03x02 Flashback) : Commander Janice Rand
- 2004 : Star Trek : New Voyages (série TV)